# Dragodana (gmina)
Dragodana – gmina w południowej Rumunii, administracyjnie należąca do okręgu Dymbowica.
W skład gminy wchodzi 7 miejscowości: Boboci, Burduca, Cuparu, Dragodana, Pădureni, Picior de Munte i Străoști. Według stanu na rok 2011 liczyła 6775 mieszkańców, zaś w roku 2021 jej liczebność wynosiła 6186 mieszkańców.